# Ana Cano
Ana María Cano González (Villarín, Somiedo, 12 de mayo de 1950) es una filóloga y catedrática de universidad española, exdecana de la facultad de filología de la Universidad de Oviedo y profesora emérita de esa institución desde 2020.

## Trayectoria
Cano nació en la localidad asturiana de Villarín, en el Principado de Asturias. En el curso 1967-68, obtuvo el primer puesto en las oposiciones de Magisterio.
En 1972 se licenció en filosofía y letras por la Universidad de Oviedo, con Premio Extraordinario de Fin de Carrera, comenzando a trabajar ese mismo año en el departamento de filología románica de esa universidad. En 1975 se doctoró, también en la Universidad de Oviedo, con sobresaliente cum laude, siendo su tesis "El habla de Somiedo".
Durante diez años fue decana de la facultad de filología de la Universidad de Oviedo, cargo que abandonó en 2008 ante la decisión de la junta de la facultad de eliminar la lengua asturiana de sus estudios reglados. En 2001 se convirtió en presidenta de la Academia de la Lengua Asturiana, tras la marcha del escritor Xosé Lluis García Arias, y permaneciendo en el cargo hasta el año 2017. En 2020 fue nombrada profesora emérita de la Universidad de Oviedo.

## Reconocimientos
En 2018, Cano recibió uno de los premios Yumper. Asturianos de braveza otorgados por la Asociación Yumper, una entidad que protege los valores humanos, por su defensa de la lengua asturiana, siendo premiados en la misma edición la fundadora del Centro de Derechos Humanos de Açailandia, Carmen Bascarán, la Asociación Cultural de Bueño y el Teatro Margen.
En 2019 ejerció como pregonera de la Fiesta de la Trashumancia en los Lagos de Saliencia.

## Algunas publicaciones
- El habla de Somiedo, tesis doctoral (1975)
- Vocabulario del bable de Somiedo Institutu d'Estudios Asturianos, 1982)
- Averamientu a la hestoria de la llingua asturiana (Caja de Asturias, «Conocer Asturias», enero de 1987)
- Notas de Folklor Somedán (Collecha Asoleyada, 1989)
- Estudios de diacronía asturiana (1) (Llibrería Llingüística, 2008)
- El habla de Somiedo (occidente de Asturias) (Llibrería Llingüística, 2009)